# Bahaba polykladiskos
Bahaba polykladiskos es una especie de pez de la familia Sciaenidae en el orden de los Perciformes.

## Morfología
• Los machos pueden llegar alcanzar los 40 cm de longitud total.

## Hábitat
Es un pez de clima tropical y demersal.

## Distribución geográfica
Se encuentra en el Pacífico occidental: el Vietnam, Camboya y Borneo.

## Observaciones
Es inofensivo para los humanos.